# Sokos Hotel Viru
A Sokos Hotel Viru szálloda Észtország fővárosában, Tallinnban.  1972-ben nyitották meg. Napjainkban a finn S Group a tulajdonosa.

## Története
Tervezése 1966-ban kezdődött. Henno Sepmann és Mart Port észt építészek tervezték. A belsőépítészeti tervezést Väino Tamm, Vello Asi, Loomet Raudsepp, Taevo Gans és Kirsti Laanemaa végezte. Építését 1969 júliusában kezdte el a finn Repo Oy cég. 1971-ben azonban a cég csődbe ment. A finn kormány presztízsberuházásként kezelte az építési projektet, ezért új kivitelezőt kerestek. Az építkezést végül a Haka Oy cég fejezte be 1972-ben. A sikeres projektet követően finn cégek további építési megbízásokat kaptak a Szovjetunióban.
1972. május 5-én nyitották meg. Első igazgatója Albert Šokman volt. A szállodát a külföldi turistákat kiszolgáló Inturiszt üzemeltette. Az Olümpia szálloda 1980-as megnyitásáig ez volt Tallinn legnagyobb és legmodernebb, a nemzetközi szabványoknak is megfelelő szállodája.
Tekintettel arra, hogy a szovjet időszakban ez volt Tallinn külföldiek számára fenntartott szállodája, a KGB lehallgatóközpontot működtetett benne. Erre a célra a 22. emelet le volt zárva. Lehallgatóberendezéssel 60 szobát láttak el, emellett az étterem több asztalába is mikrofont építettek. A KGB 1991-ben elhagyta a szállodát, de a lehallgatóközpont berendezéseit csak 1994-ben találták meg.
A szállodát 2003-ban a finn S Group vásárolta meg. Az egykori lehallgató központból 2011-ben KGB-múzeumot alakítottak ki.

## Jellemzői
A 22 emeletes épületben 516 szoba található, ezek közül három lakosztály. Két étteremmel rendelkezik. A Merineitsi az első emeleten, az Amarillo étterem a földszinten található. Emellett bár és konferenciatermekkel rendelkezik. A szálloda a Viru väljak 4. szám alatt található, az Óváros közelében, mintegy 100 m-re a Viru-toronytól és 550 m-re a tallinni Városház tértől. A tallinni kikötőtől fél km-re, a repülőtértől 4 km-re található. Az épületet összekapcsolták a 2004-ben megnyitott Viru Keskus bevásárlóközponttal.